# Ethniki Odos 21
Die Ethniki Odos 21 (griechisch Εθνική Οδός 21 ‚Nationalstraße 21‘) ist eine Straßenverbindung in Nordwest-Griechenland.

## Verlauf
Die Straße zweigt in Preveza (Πρέβεζα) von der Ethniki Odos 18 ab, führt in nördlicher Richtung durch die Stadt  und durch die Ausgrabungsstätte Nikopolis nach Louros (Λούρος).Von dort verläuft sie generell nach Osten über Stefani und Nea Kerasounta zur Straße Ethniki Odos 5, die sie rund 4 km südlich von Filippiada (Φιλιππιάδα) erreicht und an der sie endet.